# White Ensign
White Ensign er betegnelsen på et orlogsflag dannet efter britisk mønster. Den egentlige White Ensign har en hvid flagdug, rødt kors og det britiske unionsflag Union Jack i det øvre felt ved stangen. 
Flere tidligere britiske kolonier har videreført brugen af White ensign med visse modifikationer, i de enkleste erstatter nationalflaget for det respektive land unionsflaget i kantonen. I nogle tilfælde er korset fjernet, som f.eks. i Australiens, New Zealands og Malaysias tilfælde, eller et særlig mærke sat i den frie ende af flaget. Sydafrika fører som orlogsflag en White Ensign med grønt kors. Litauen, som aldrig har vært underlagt Storbritannien, har et blåt kors i sit orlogsflag.

## Afledte flag
Flere landes Nationale mariner har flag med Union Jack i kantonen:
- Australien
- Fiji
- New Zealand

Andre nationer benytter samme model, blot med deres respektive flag i kantonen:
- Antigua og Barbuda
- Bahamas
- Bangladesh
- Barbados
- Brunei
- Burma
- Ghana
- Grenada
- Indien
- Jamaica
- Jordan
- Kenya
- Litauen
- Malaysia
- Nigeria
- Papua Ny Guinea
- Saint Kitts og Nevis
- Salomonøerne
- Sierra Leone
- Singapore
- Sri Lanka
- Sudan
- Sydafrika
- Tonga
- Trinidad og Tobago
- Ukraine
- Vanuatu